# 角錐
角錐（かくすい、geometrical pyramid）は凸多面体の一種で、底面の形が多角形である錐体のことである。

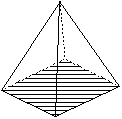
四角錐

## 定義

三角錐の形に積み上げられた 35 個の球

空間内の平面多角形 B およびその平面上にない一点 A が与えられているとき、点 A から多角形 B の周（頂点および辺）およびその内部の各点とを結ぶ線分の軌跡として得られる立体図形を角錐 (pyramid) あるいは角錐体 (solid pyramid) とよぶ。角錐の表多面は角錐面 (pyramid surface) あるいは角錐の’’’側面’’’と呼ばれ、点 A から多角形 B の周上の点とを結ぶ線分の軌跡である。このとき、点 A をこの角錐の頂点あるいは頭頂点 (apex) と呼び、また多角形 B をこの角錐の底面 (base) と呼ぶ。頭頂点 A と底面 B との距離 h はこの角錐の高さ (height) と呼ばれる。
底面 B が n 角形であるような角錐を n 角錐 (n-gonal pyramid) と呼ぶ。特に、頭頂点から底面へ下した垂線の足が、底面の重心に重なる直錐体で、底面が正ｎ角形をなすものは、正n 角錐と呼ばれる。

## 例
- 三角錐は四面体とも呼ばれる。
- 四角錐はエジプトのピラミッド（金字塔）の形として知られる。

## 性質
- 底面以外の面（側面）は全て三角形である。
- 底面積を S とし、高さを h とするとき、体積 V は V = Sh / 3 で求まる。[1]